# Bellagio Towers
Bellagio Towers (en chino tradicional, 碧堤半島:(jyutping:Bik Tai Bun Dou) es un complejo residencial privado construido en tierras ganadas al mar a lo largo de Castle Peak Road, Sham Tseng, Tsuen Wan, Nuevos Territorios, Hong Kong. Anteriormente la Fábrica de San Miguel, la propiedad consta de tres fases (fase 1: torres 6 a 9; fase 2: torres 2 y 5; fase 3: torres 1 y 3) completadas entre 2002 y 2006. Fue desarrollado conjuntamente por Wheelock Propiedades (Hong Kong) y Wharf Holdings.
Las torres más altas del complejo son el Bellagio Tower 1-5, de 64 pisos y 206 metros de altura, y la  Bellagio Tower 6-9, de 60 pisos y 198 metros de altura. Se trata del 50.º y 64.º edificio más alto de Hong Kong, y está compuesto enteramente de unidades residenciales.